# Предикатний злочин
Предикатний злочин означає будь-який злочин, в результаті якого виникли доходи, що можуть стати предметом злочину, зазначеного в статті 6 «Конвенції про відмивання, пошук, арешт та конфіскацію доходів»

## Джерело
- Конвенція про відмивання, пошук, арешт та конфіскацію доходів (ст.1), Страсбург, 8 листопада 1990 року